# Dimokratiko Patriotiko Kinima - NIKI
Dimokratikó Patriotikó Kínima – Níki (Abkürzung: NIKI; griechisch Δημοκρατικό Πατριωτικό Κίνημα - ΝΙΚΗ ‚Demokratische Patriotische Bewegung - Sieg‘) (Kurzname: Niki Sieg) ist eine im konservativen Raum aktive politische Partei, die der griechisch-orthodoxen Kirche nahesteht und besonderen Wert auf Bildung und Familie legt.
Sie wurde 2019 vom Pädagogen Dimitris Natsios gegründet. Bei der Wahl zum griechischen Parlament am 25. Juni 2023 erhielt die Partei 3,7 % der Stimmen und zog mit 10 Abgeordneten ins griechische Parlament ein.
Die wichtigsten programmatischen Positionen der Partei ergeben sich aus dem Triptychon „Glaube, Nation, Familie“. Konkret schlägt NIKI die radikale Umstrukturierung des Bildungswesens, den Regimewechsel für den Erwerb der griechischen Staatsbürgerschaft durch Einwanderer und Flüchtlinge, das Ergreifen von Maßnahmen zur Lösung des demografischen Problems durch die wirtschaftliche und moralische Förderung mehrerer Kinder pro Familie und die Unterstützung der traditionellen Familie vor.
Der Parteivorsitzende Dimitris Natsios war der Erste in Griechenland, der 2006 in einem Artikel auf die verharmlosende Verwendung des Begriffs „Gedränge“ in Smyrna im staatlichen Geschichtsbuch der 6. Klasse hinwies, mit dem die damalige griechische Bildungsministerin Maria Repoussi die Todesfälle während des türkischen Einmarsches in die Küstenstadt Smyrna begründete, der 1922 während der kleinasiatischen Katastrophe stattfand.

## Wahlergebnisse
| Jahr | Wahl                     | Stimmenanteil | Sitze  |
| ---- | ------------------------ | ------------- | ------ |
| 2023 | Parlamentswahl Mai 2023  | 2,92 %        | 0/300  |
| 2023 | Parlamentswahl Juni 2023 | 3,70 %        | 10/300 |
| 2024 | Europawahl 2024          | 4,37 %        | 1/21   |